# Либідська вулиця
Ли́бідська вулиця — вулиця в Голосіївському районі міста Києва, місцевість Паньківщина. Пролягає вздовж р. Либідь від вулиці Гетьмана Павла Скоропадського (сполучається пішохідними сходами) до кінця забудови.
Прилучається проїзд без назви (місток над р. Либідь) до вулиці Сім'ї Прахових.

## Історія
Вулиця виникла на початку 1910-х років під назвою Ново-Либедська, у довідниках «Весь Київ» вперше зазначена 1912 року. Парна сторона вулиці забудована житловими та господарськими спорудами залізниці початку XX століття. Сучасна назва — з 1944 року.

## Зображення

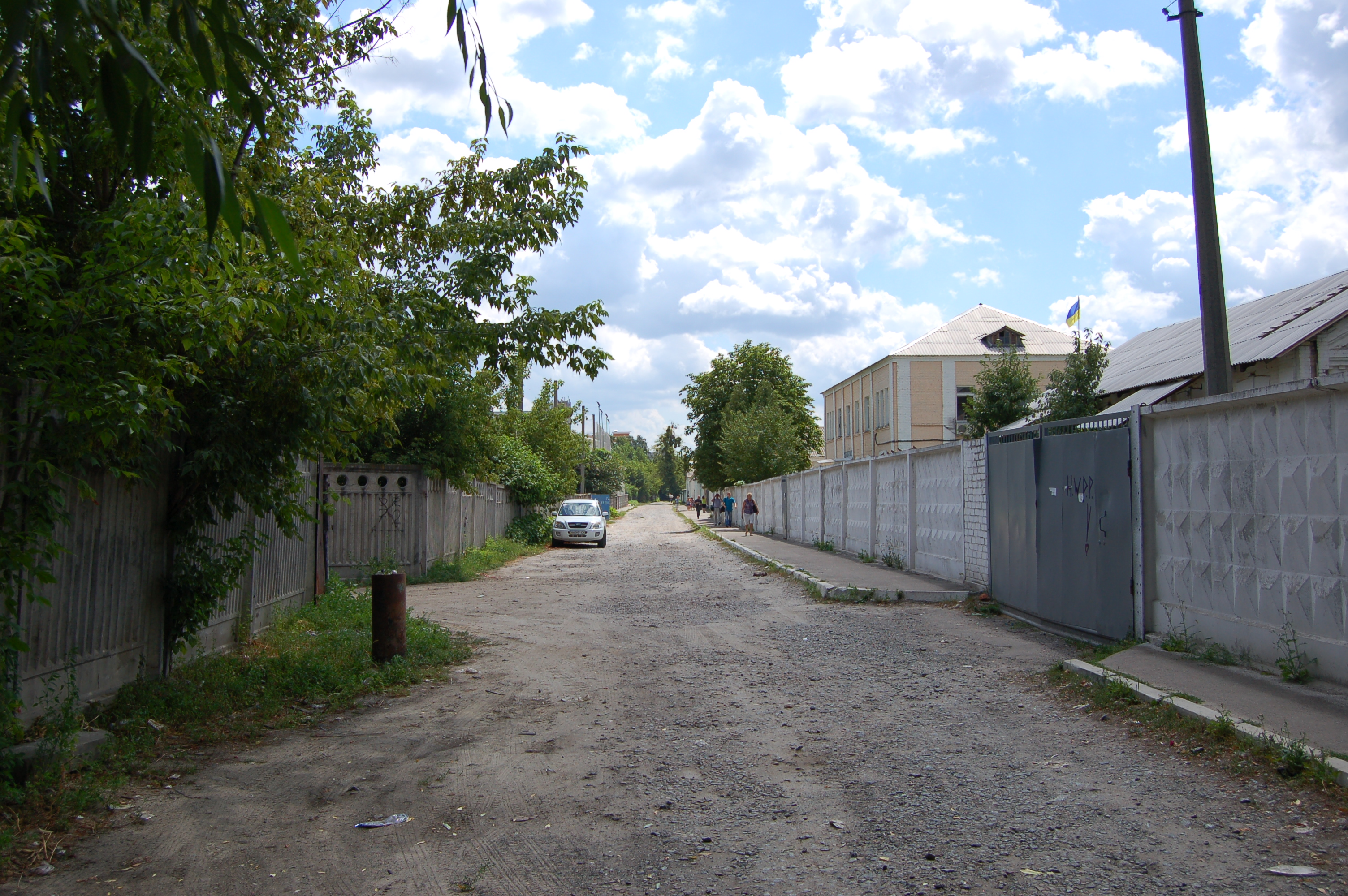
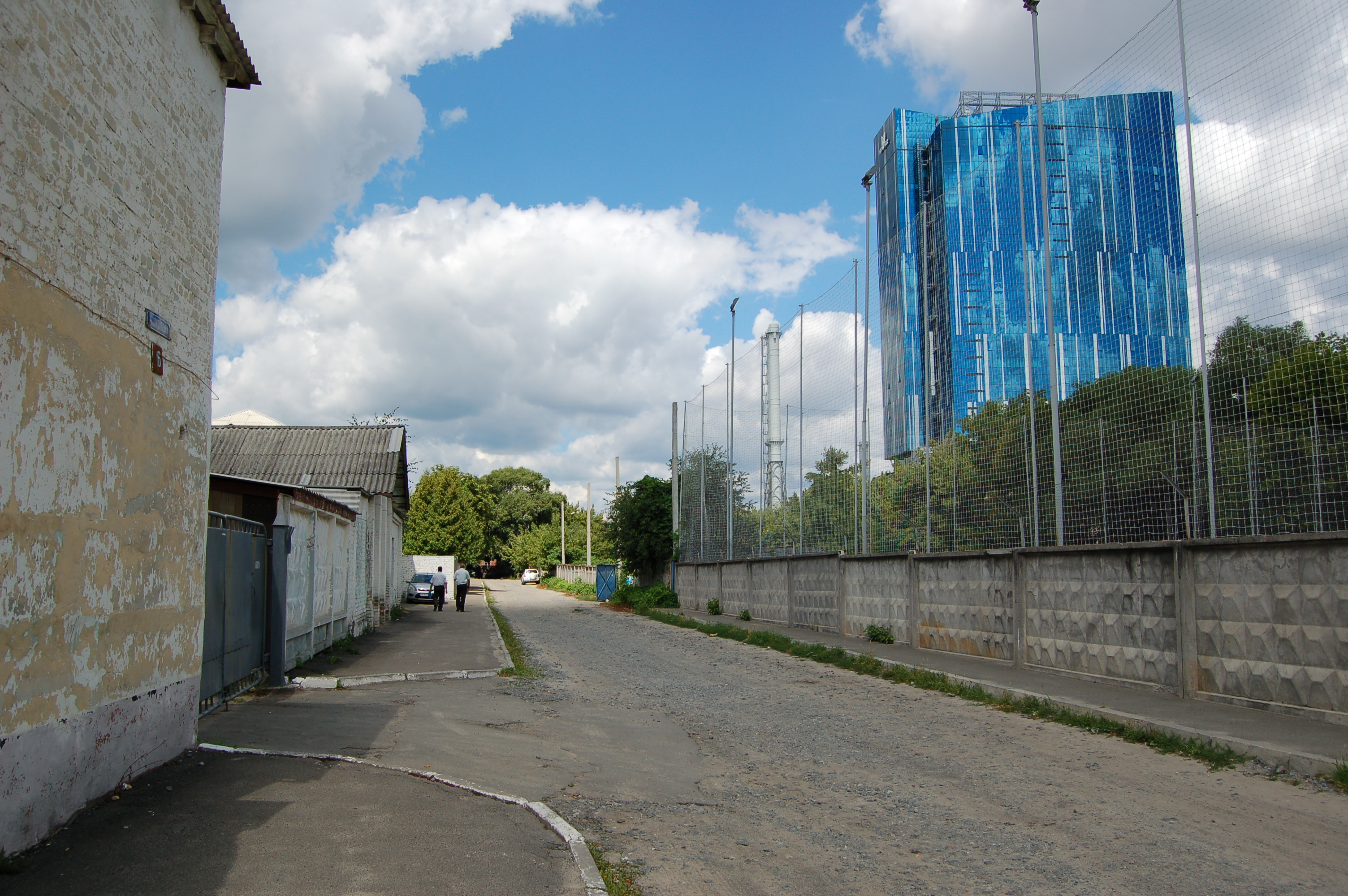
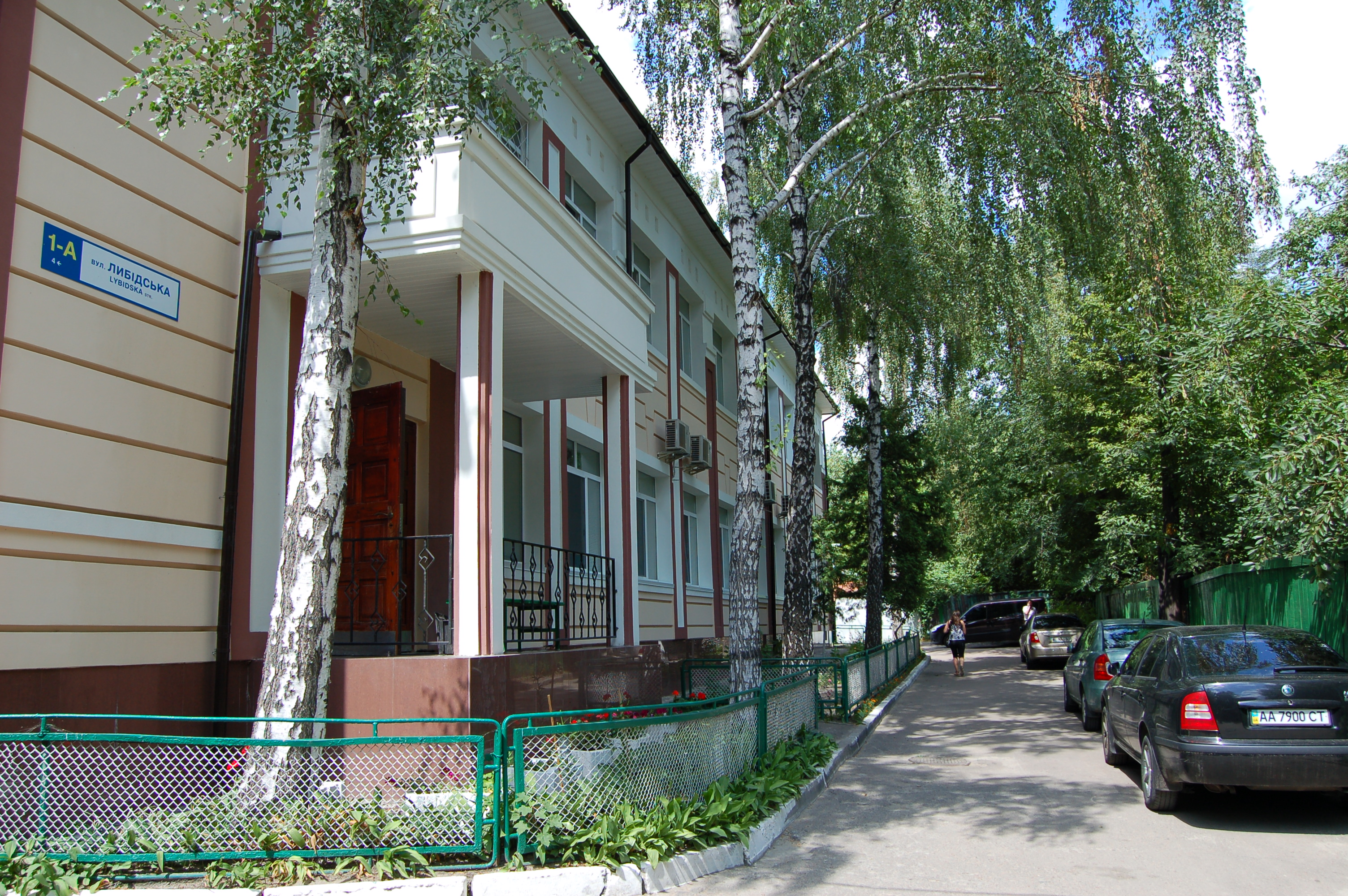
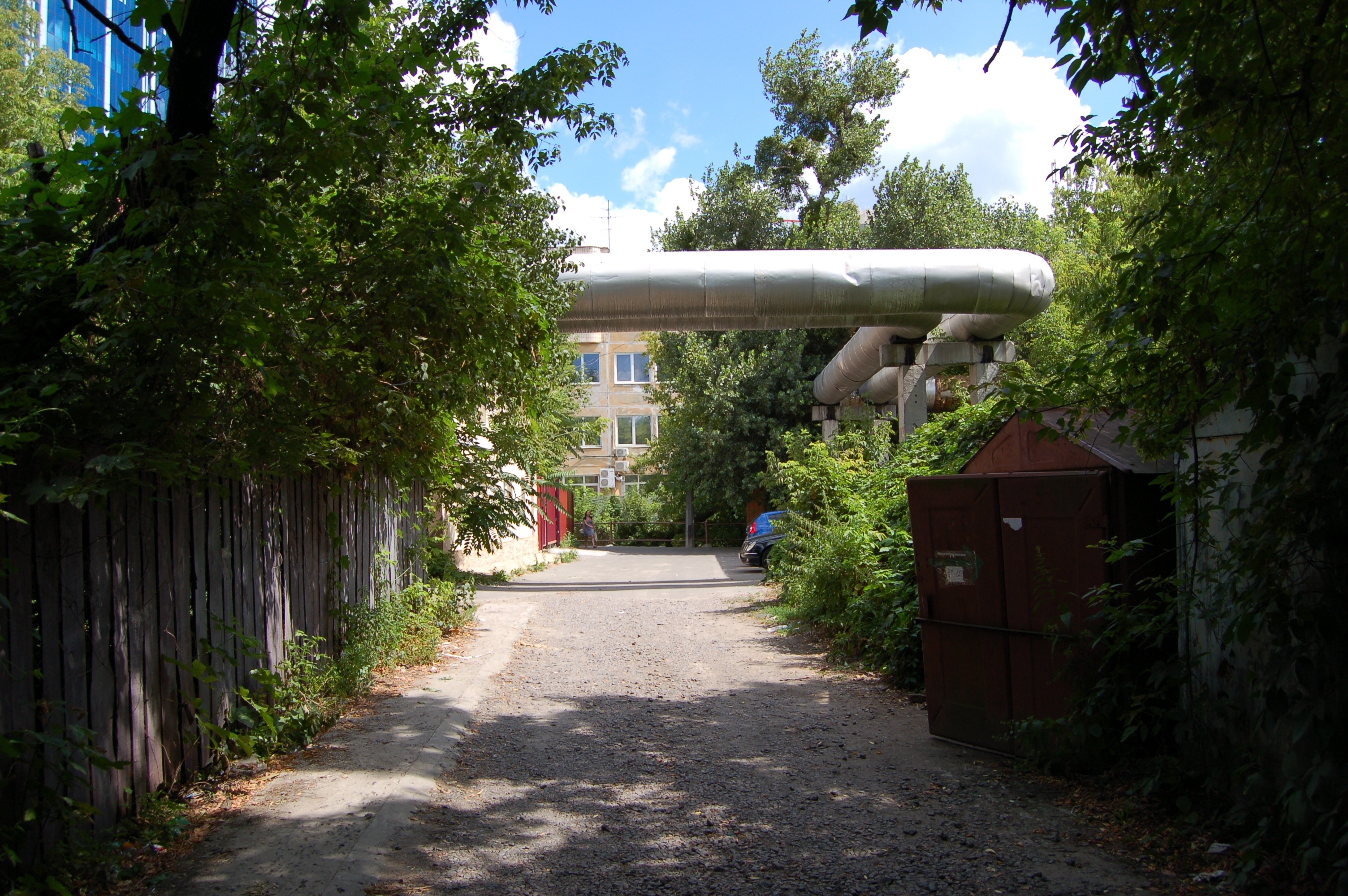
Пішохідний прохід у бік вулиці Гетьмана Павла Скоропадського
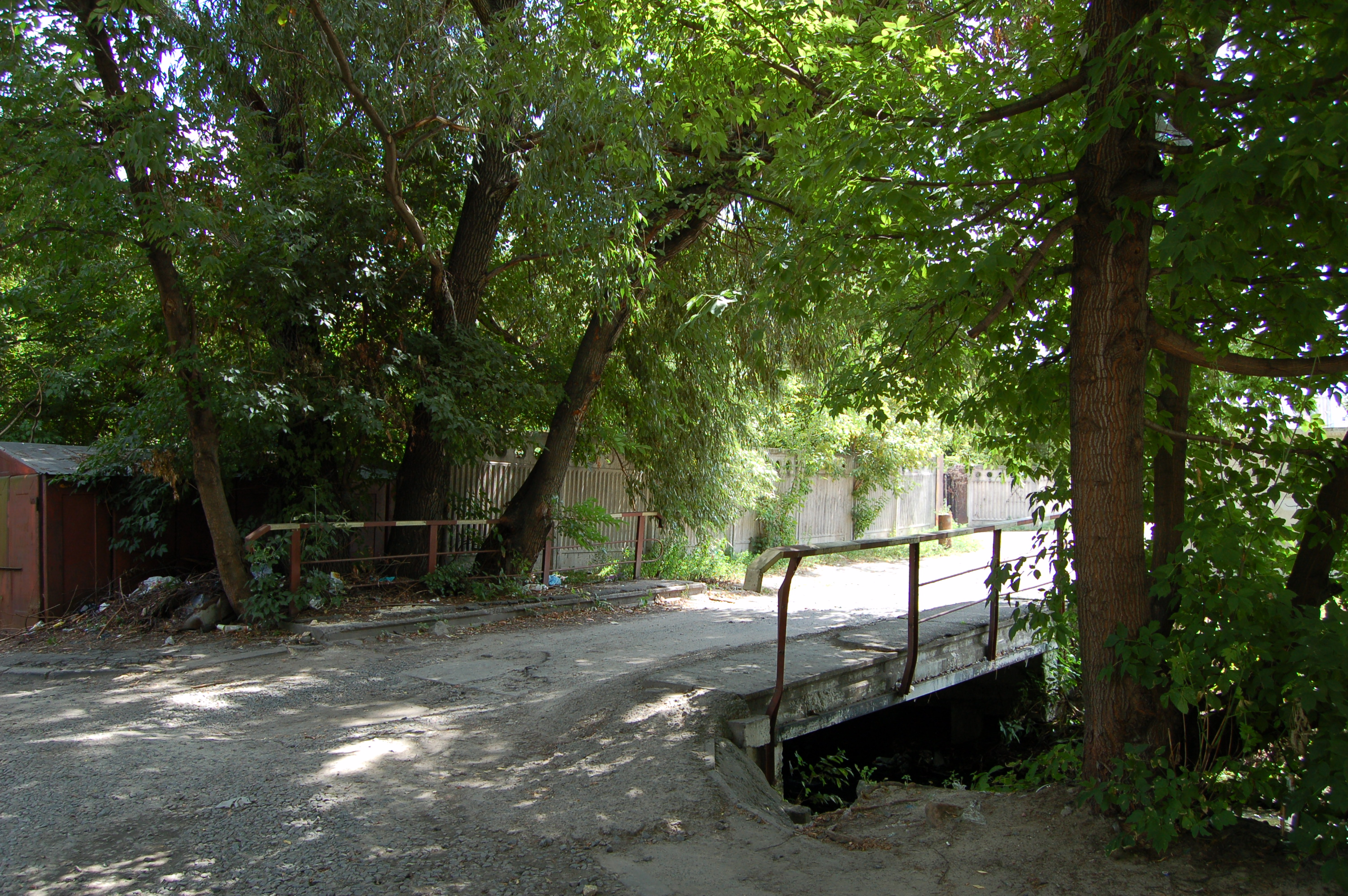
Місток через ручій Мокрий
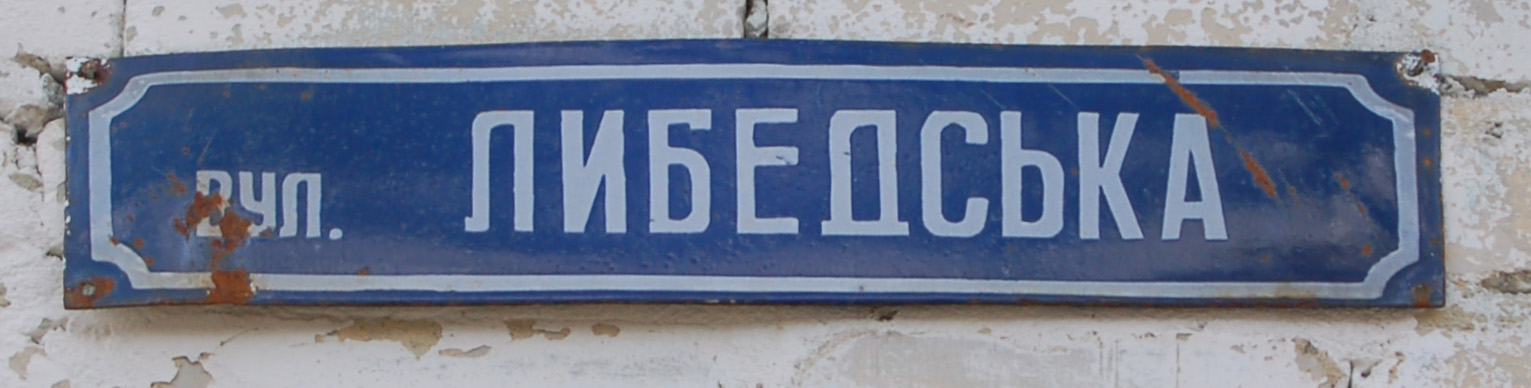
Адресна табличка зі старою назвою вулиці